# 20341 Alanstack
20341 Alanstack (1998 HX91) là một tiểu hành tinh vành đai chính được phát hiện ngày 21 tháng 4 năm 1998 bởi nhóm nghiên cứu tiểu hành tinh gần Trái Đất phòng thí nghiệm Lincoln ở Socorro. Tênd for Alan Stack, the teacher-advisor of several Intel Science Talent Search finalists from Midwood High School ở Brooklyn College.